# Capo (geografia)

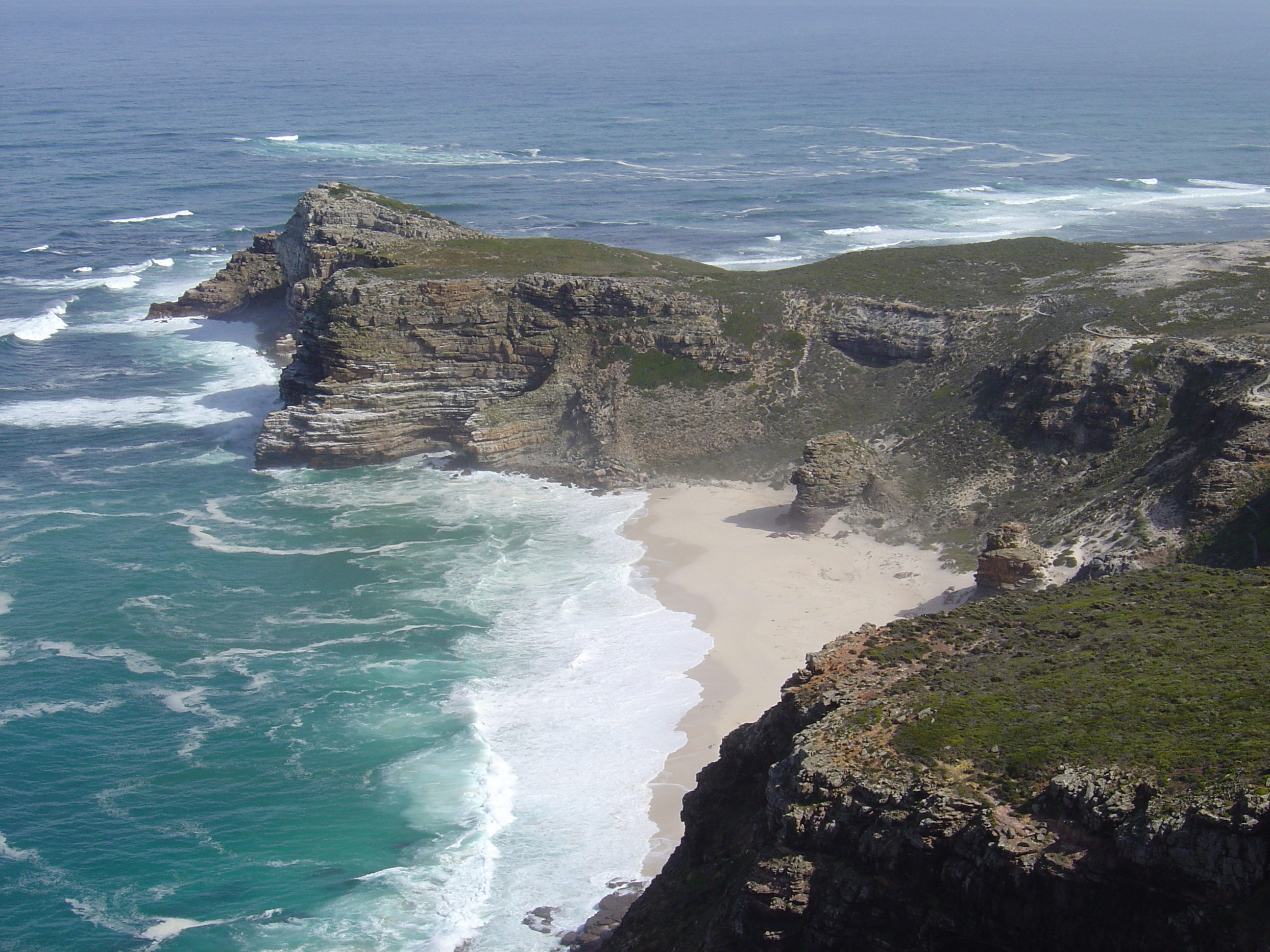
Il Capo di Buona Speranza

In geografia, il capo è una sporgenza sulla costa, detta anche promontorio, punta o lingua.
Di solito è di grandi dimensioni e si estende sul mare.

## Caratteristiche
La loro esposizione li rende particolarmente soggetti a fenomeni di erosione soprattutto a causa delle azioni di marea.

## Lista di alcuni capi per continente

### Africa
- Penisola di Capo Verde (Senegal)
- Capo Guardafui (Somalia)
- Capo Hafun (Somalia)
- Capo Agulhas (Sudafrica)
- Capo di Buona Speranza (Sudafrica)
- Capo Lopez (Gabon)
- Capo Delgado (Mozambico)
- Cap Blanc (Tunisia)
- Capo Bon (Tunisia)

### Asia
- Capo Comorino (India)
- Capo Engaño (Filippine)
- Capo Čeljuskin (Russia)
- Capo Dežnëv (Russia)
- Capo Lopatka (Russia)
- Capo Baba (Turchia)
- Capo Buru (Malaysia)

### Europa
- Kaliakra (Bulgaria)
- Cavo Greco (Cipro)
- Cap Gris-Nez (Francia)
- Pointe du Raz (Francia)
- Capo Arkona (Germania)
- Capo Matapan (Grecia)
- Capo Cornwall (Inghilterra)
- Capo Santa Maria di Leuca (Italia)
- Capo Passero (Italia)
- Capo Teulada (Italia)
- Capo Pecora (Italia)
- Capo Nordkinn (Norvegia)
- Capo Nord (Norvegia)
- Cabo da Roca (Portogallo)
- Cabo de São Vicente (Portogallo)
- Capo Wrath (Scozia)
- Capo Finisterre (Spagna)
- Capo Ortegal (Spagna)

### America del Nord
- Isola del Capo Bretone (Canada)
- Cape Columbia (Canada)
- Capo Race (Canada)
- Capo Nord-est (Groenlandia)
- Capo Farvel (Groenlandia)
- Cabo San Lucas (Messico)
- Capo Mendocino (Stati Uniti)
- Cape Canaveral (Stati Uniti)
- Capo Charles (Stati Uniti)
- Capo Cod (Stati Uniti)
- Cape Coral (Stati Uniti)
- Capo Henlopen (Stati Uniti)
- Capo Hatteras (Stati Uniti)
- Capo Henry (Stati Uniti)
- Capo Principe di Galles (Stati Uniti, Alaska)

### America del Sud
- Capo Virgenes (Argentina)
- Capo San Rocco (Brasile)
- Capo Froward (Cile)
- Capo Horn (Cile)

### Oceania
- Capo Leeuwin (Australia)
- Penisola di Capo York (Australia)
- Capo Nord-Ovest (Australia)
- Capo Otway (Australia)
- Capo Reinga (Nuova Zelanda)
- Capo Sud (Nuova Zelanda)

### Antartide
- Capo Adare